# 나이아데스

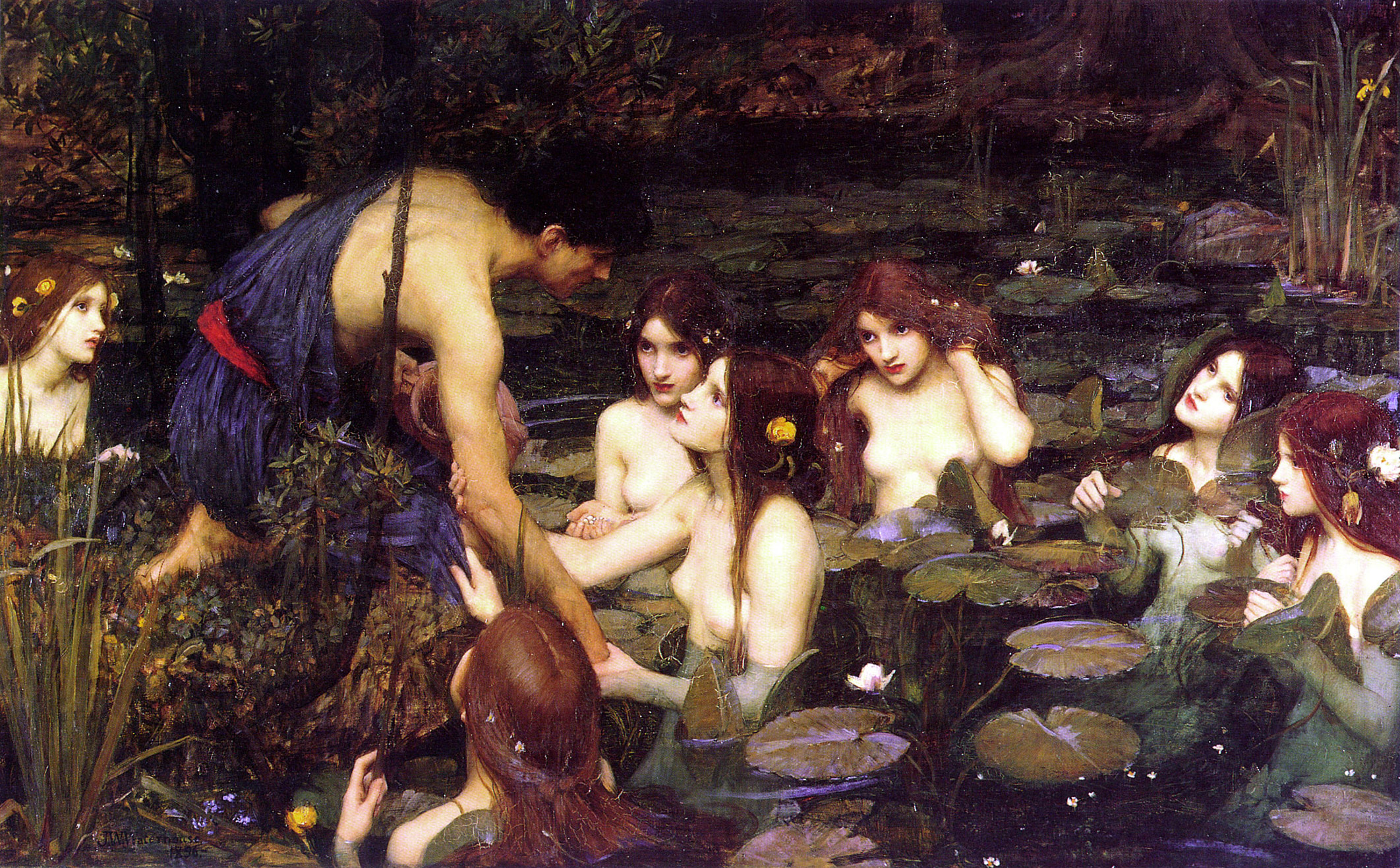
힐라스를 유혹하는 나이아데스. 19세기.

나이아데스 또는 나이아스(그리스어: Ναϊάδες)는 그리스 신화에서 일종의 물의 요정으로 연못, 호수, 우물, 개천 등 담수에 살고 있다고 여겨졌다.
다른 물, 바다의 요정과 비교해 보면 오케아니스는 큰 바다, 대양, 바다의 요정, 네레이스는 바다, 그중에서도 지중해, 에게해의 요정인데 비해 나이아데스는 흐르는 물 중에서 작은 개천, 우물 들의 정령이다. 그러나 고대 그리스 인들의 세계관에서 세상의 모든 물은 하나로 연결되어 있다고 믿었다.
나이아데스는 자신이 속한 연못이나 물의 원천과 연결되어 만약 그 물이 모두 마르면 그 요정도 죽게 되었다. 대부분의 나이아데스는 동물과 인간에게 우호적이었으나 아르고 호의 선원 중 하나인 힐라스의 이야기에서 보는 것처럼 때로는 인간에게 위험하기도 했다.

## 나이아데스의 분류
- 페가이아이(Pegaeae) : 샘의 요정
- 크리나이아(Crinaeae) : 분수의 요정
- 엘레이오노마이(Eleionomai) : 늪과 습지의 요정
- 포타메이데스(Potameides) : 강과 개울의 요정
- 림나데스(Limnades) 또는 림나티데스(Limnatides) : 호수의 요정

## 같이 보기
- 호수의 귀부인
- 인어
- 세이렌